# Festival international du film d'animation d'Annecy 2020
Le Festival international du film d'animation d'Annecy 2020, 44e édition du festival, s'est déroulé du 15 au 30 juin 2020.
En raison de la pandémie de Covid-19 et les mesures d'hygiène et de sécurité qu'elle engendre, l'équipe du Festival et du Marché international du film d'animation d'Annecy ont décidé le 7 avril 2020 d'annuler la version classique et physique du festival. Toutefois la sélection est dévoilée le 15 avril 2020 et une édition « en ligne » est annoncée,. Certains éléments comme les événements liés au 60e anniversaire du festival et ceux à l'hommage à l'animation du continent africain sont toutefois reportés en 2021.

## Jury

### Longs métrages
- Corinne Destombes, directrice du développement de Folimage,  France
- Benoît Pavan, journaliste,  France
- Dominique Seutin, directrice du Festival Anima,  Belgique

### Contrechamp
- Nicolas Blies et Stéphane Hueber-Blies, auteurs-réalisateurs,  France
- Abi Feijo, producteur,  Portugal
- Joanna Priestley, réalisatrice,  États-Unis

### Courts métrages
- Matt Kaszanek, directeur de Animation Is Film Festival,  États-Unis
- Naomi Van Niekerk, réalisatrice  Afrique du Sud
- Denis Walgenwitz, réalisateur  France

### Films de télévision et de commande
- Marc De Blois, directeur artistique des Sommets du cinéma d'animation  Canada
- Jeong Dahee, réalisatrice et productrice  Corée du Sud
- Diane Launier, directrice générale d'Art ludique - Le Musée  France

### Films de fin d'études et courts métrages Off-Limits
- Signe Baumane, réalisatrice et productrice  Lettonie
- Jeanette Bonds, réalisatrice et productrice et cofondatrice et directrice du festival GLAS Animation  États-Unis
- Thomas Renoldner, réalisateur et directeur de sélection  Autriche

### Œuvres VR
- Myriam Achard,  Canada
- Mathias Chelebourg,  France
- Brandon Oldenburg,  États-Unis

### Prix Youtube
- Cyprien Iov, comédien, scénariste, producteur et youtubeur  France
- David Alric, producteur,  France
- Brigitte Lecordier, comédienne,  France

### Prix Festivals Connexion
- Calmin Borel, délégué général du Festival international du court métrage de Clermont-Ferrand,  France
- Emmanuel Bernard, directeur du Studio Albyon,  France
- Anne-Sophie Rey, coordinatrice du Festival d'un jour et de l'équipée,  France

### Prix de la meilleure musique originale
- Christophe Heral, compositeur,  France
- Marcel Jean, producteur, scénariste et délégué du festival international du film d'animation d'Annecy,  Canada

### Prix Canal+ Jeunesse
- Géraldine Soto, responsable des acquisitions, coproduction et préachats Jeunesse,  France
- Chrystel Mussy-Masucci, responsable éditorial Jeunesse,  France
- Nathalie Leffray, directrice adjointe développement Animation Jeunesse,  France

### Prix André-Martin
- Mohamed Beyoud, directeur artistique du Festival international de cinéma d'animation de Meknès,  Maroc
- Cécile Giraud, médiatrice cinéma,  France
- Alexis Hunot, activiste du cinéma d'animation,  France
- Marie-Pauline Mollaret, rédactrice en chef d'Écran Noir,  France
- Bernard Payen, responsable de programmation de la Cinémathèque française,  France
- Igor Prassel, directeur artistique du Festival international du film d'animation Animateka,  Slovénie
- Matilda Tavelli, codirectrice du Festival Animatou,  Suisse

### Prix Vimeo Staff Pick
- Jeffrey Bowers, curateur senior,  États-Unis
- Meghan Oretsky, curatrice,  États-Unis
- Ian Durkin, curateur principal,  États-Unis
- Ina Pira, curatrice,  États-Unis

### Jury Fipresci
- Andrea Crozzoli,  Italie
- Naama Rak,  Israël
- Bernard Génin, auteur,  France

### Jury junior

#### Courts métrages
- Léo-Paul Amédéo, 13 ans
- Thomas Kruger, 11 ans
- Wendy Poirier, 11 ans

#### Films de fin d'études
- Elvira Babcia, 14 ans
- Morgane Omet, 14 ans
- Éloïse Williamson, 14 ans

#### Perspectives
- Hugo Barthelemy
- Maéna Boyer
- Elina Pralong

## Intervenants

### Présentations de futures œuvres
- Genndy Tartakovsky pour Genndy Tartakovsky's Primal
- Anca Damian pour L'Île
- Alain Ughetto, Alexandre Cornu, Enrica Capra, Nicolas Burlet, Ilan Urroz, Jean-François Le Corre et Manuel Poutte pour Interdit aux chiens et aux Italiens
- Masaaki Yuasa, Fumie Takeuchi, Eunyoung Choi et Yuhai Cheng pour Inu-Oh
- Alexandre Kronemer pour Poème de Lamya
- Patrick Imbert pour Le Sommet des dieux
- Joan Manuel Millán Torres, Manuel Alejandro Victoria, Julián Danilo Londoño Navarro et Marcial Quinones pour Len y el canto de las ballenas
- Zabou Breitman et Éléa Gobbé-Mévellec pour Les Hirondelles de Kaboul
- Hugo de Faucompret pour Maman pleut des cordes
- Signe Baumane pour My Love Affair with Marriage
- Zhao Ji pour New Gods: Nezha Reborn
- Benoît Chieux et Ron Dyens pour Sirocco et le Royaume des courants d'air
- Dave Wasson et Cosmo Sergurson pour The Cuphead Show!
- Michelle Kranot et Uri Kranot pour The Hangman at Home
- Veljko Popovic, Milivoj Popovic et Veronique Siegel pour Dislokacije
- Denise Grimmová et Jan Bubenicek pour Même les souris vont au paradis
- Guillaume Lorin, Reginald de Guillebon et Nicolas Burlet pour Vanille
- Eric Darnell, Maureen Fan, Larry Cutler, Kane Lee, Ken Fountain et Glenn Hernandez et Mathias Chelebourg pour Baba Yaga
- Xavier Giacometti et Toby Genkel pour Yakari
- Mike Rianda, Jeff Rowe, Phil Lord et Christopher Miller pour Déconnectés
- Augusto Schillaci pour La calesita

### Conférences
- Sean Mullen pour That's not all Folks!
- Adina Pitt et Cecilia Persson pour Cartoon Network & Boomerang
- Juan Pablo Zaramella pour Dans la tête de Juan Pablo Zaramella
- Catherine Totems, Chris Shaw, Antoine Rivière et Gray Hodgkinson pour Paris-Lyon-Singapour : La Nourriture
- ??? pour Les Résidences internationales d'animation
- ??? pour Portfolios & bandes démo, avec les Walt Disney Animation Studios
- ??? pour Frozen 2 : faire un film d'animation musical qui sorte du lot
- Laurent Auclair pour Rester calme et créer sans discontinuer : entretenir sa motivation dans un environnement créatif
- Angélique Monteilhet el Moussi et Karine Bertin pour Développez votre visibilité et optimisez vos opportunités de recrutement !
- ??? pour De l'utilité d'une expérience à l'international pour les jeunes diplômés
- Louis Jacobee et Nicolas le Nevé pour FAIA : le CNC aux côtés des auteurs d'animation
- Ben Voldman, Cat Gulacsy, Chrissy Fellmeth et Hsiang Chin Moe pour Pérennisez votre carrière dans l'animation
- Yoshi Tamura pour Découvrez comment Yoshi Tamura crée un personnage d'animation avec une tablette Wacom
- Diem Doan, Angie Durand, Shane Richardson et Magdiela Duhamel pour Du croquis à l'écran : la fabrication d'une scène, avec des artistes de Nickelodeon
- Eleanor Coleman pour Le Secteur audiovisuel dans le monde post-pandémie : focus sur l'animation
- Chloé Rui Guo pour Forum international de la coopération entre créatifs du secteur de l'animation : le monde et la Chine
- Mic Graves, Julia Pott, Alabaster Pizzo et Chuck Klein pour Cartoon Network Studios : l'art du storyboard
- Nicolas Blies et Stéphane Hueber-Blies pour La Violence sexuelle en animation par les frères Blies
- Henry Selick et Bruno Coulais pour Conversation entre Henry Selick et Bruno Coulais
- Dean DeBlois et Peter Debruge pour Conversation avec Dean DeBlois
- John Musker, Ron Clements et Frank Gladstone pour Ron Clements et John Musker : animation, carrière et industrie
- Jade Branion, Camille Eden, Misan Sagay, Karen Rupert Toliver, Julie Ann Crommett, Erika Dapkewicz, Shari B. Ellis, Kaitlyn Yang, Rita Mbanga, Carina Schulze, Osnat Shurer, Christina Lee Storm et Niki Lopez pour Carte Blanche Women In Animation

### Making-of
- Tony Bancroft et Scott Christian Sava pour Animal Crackers
- Steve Box pour Moominvalley
- Jennifer Lee et Chris Buck pour Dans un autre monde : Les Coulisses de La Reine des neiges 2
- Nick Park et Peter Lord pour Chicken Run

## Sélection

### Longs métrages
Seuls certains longs métrages sont visibles en intégralité par le public : 5 dans la sélection officielle et 7 dans la catégorie Contrechamp. Pour les autres, seul un extrait est disponible.

#### Sélection officielle
| Titre                                                                                     | Réalisation                     | Pays               | Diffusion      |
| ----------------------------------------------------------------------------------------- | ------------------------------- | ------------------ | -------------- |
| 7 Jours (Bokura no nanoka-kan sensō)                                                      | Yuta Murano                     | Japon              | Extrait        |
| Bigfoot Family                                                                            | Ben Stassen et Jérémie Degruson | Belgique et France | Extrait        |
| Calamity, une enfance de Martha Jane Cannary                                              | Rémi Chayé                      | France et Danemark | Extrait        |
| Ginger's Tale                                                                             | Konstantin Shchekin             | Russie             | En intégralité |
| Le Rythme de la jungle (Jungle Beat: The Movie)                                           | Brent Dawes                     | Maurice            | En intégralité |
| Kill It and Leave This Town                                                               | Mariusz Wilczynski              | Pologne            | En intégralité |
| Lupin III: The First                                                                      | Takashi Yamazaki                | Japon              | Extrait        |
| Nahuel y el libro mágico                                                                  | Germán Acuña                    | Chili et Brésil    | En intégralité |
| Petit Vampire                                                                             | Joann Sfar                      | France             | Extrait        |
| Le Nez, ou la conspiration des non-conformistes (The Nose or the Conspiracy of Mavericks) | Andreï Khrjanovski              | Russie             | En intégralité |

#### Contrechamp
| Titre | Réalisation                      | Pays                      | Diffusion      |
| --- | -------------------------------- | ------------------------- | -------------- |
| Luxuriance accidentelle du rébus aqueux translucide (Accidental Luxuriance of the Translucent Watery Rebus) | Dalibor Baric                    | Croatie                   | En intégralité |
| Beauty Water                                                                                                | Cho Kyung-hun                    | Corée du Sud              | Extrait        |
| Lava | Ayar Blasco                      | Argentine                 | En intégralité |
| My Favorite War                                                                                             | Ilze Burkovska Jacobsen          | Lettonie et Norvège       | En intégralité |
| Old Man: The Movie                                                                                          | Mikk Mägi et Oskar Lehemaa       | Estonie                   | En intégralité |
| On-Gaku : Notre rock ! (On Gaku: Our Sound!)                                                                | Kenji Iwaisawa                   | Japon                     | Extrait        |
| Le Chevalier et la Princesse (The Knight and the Princess)                                                  | Bashir El Deek et Ibrahim Moussa | Arabie saoudite et Égypte | En intégralité |
| La Légende de Hei (The Legend of Hei)                                                                       | Ping Zhang                       | Chine                     | Extrait        |
| The Shaman Sorceress                                                                                        | Ahn Jaehuun                      | Corée du Sud              | En intégralité |
| True North                                                                                                  | Eiji Han Shimizu                 | Japon et Indonésie        | En intégralité |

### Courts métrages

#### Sélection officielle
| Titre                                                             | Réalisation                                       | Pays                                         |
| ----------------------------------------------------------------- | ------------------------------------------------- | -------------------------------------------- |
| 10 000 Ugly Inkblots                                              | Dimitry Geller                                    | Chine et Russie                              |
| Un monde de sang - A mãe de sangue                                | Vier Nev                                          | Portugal                                     |
| Arka                                                              | Natko Stipanicev                                  | Croatie                                      |
| Average Happiness                                                 | Maja Gehrig                                       | Suisse                                       |
| Bela                                                              | Nick Simpson                                      | Australie                                    |
| Au-delà de Noh - Beyond Noh                                       | Patrick Smith et Kaori Ishida                     | États-Unis                                   |
| La Viande - Carne                                                 | Camila Kater                                      | Brésil et Espagne                            |
| Carrousel                                                         | Jasmie Elsen                                      | Belgique et République tchèque               |
| Le Passant - De Passant                                           | Pieter Coudyzer                                   | Belgique                                     |
| Empty Places                                                      | Geoffroy de Crécy                                 | France                                       |
| Le Pique-nique de la famille Zilla - Familie Zilla macht Picknick | Christian Franz Schmidt                           | Allemagne                                    |
| Freeze Frame                                                      | Soetkin Verstegen                                 | Belgique                                     |
| Friend of a Friend                                                | Zachary Zezima                                    | France                                       |
| Genius Loci                                                       | Adrien Merigeau                                   | France                                       |
| Ghosts                                                            | Park Jee-youn                                     | Corée du Sud                                 |
| Gorodskaya Koza                                                   | Svetlana Razgulyaeva                              | Russie                                       |
| Homeless Home                                                     | Alberto Vázquez                                   | Espagne et France                            |
| Hot Flash                                                         | Thea Hollatz                                      | Canada                                       |
| How to Disappear                                                  | Robin Klengel, Leonhard Müllner et Michael Stumpf | Autriche                                     |
| Já-Fólkið                                                         | Gisli Halldorsson                                 | Islande                                      |
| Kosmonaut                                                         | Kaspar Jancis                                     | Estonie                                      |
| Lursaguak. Scènes de vie - Lursaguak. Escenas de vida             | Izibene Oñederra                                  | Espagne                                      |
| Machini                                                           | Frank Mukunday et Trésor Tshibangu                | République démocratique du Congo et Belgique |
| Moi, Barnabé                                                      | Jean-François Lévesque                            | Canada                                       |
| Assassinat dans la cathédrale - Murder in the Cathedral           | Matija Pisacic et Tvrtko Raspolik                 | Croatie et Serbie                            |
| My Galactic Twin Galaction                                        | Aleksandr Sasha Svirsky                           | Russie                                       |
| Något att minnas                                                  | Niki Lindroth von Bahr                            | Suède                                        |
| No, I Don't Want to Dance!                                        | Andrea Vinciguerra                                | Italie et Royaume-Uni                        |
| Physique de la tristesse                                          | Theodore Ushev                                    | Canada                                       |
| Purpleboy                                                         | Alexandre Siqueira                                | Belgique, France et Portugal                 |
| Rebooted                                                          | Michael Shanks                                    | Australie                                    |
| Rivages                                                           | Sophie Racine                                     | France                                       |
| Schast'e                                                          | Andrey Zhidkov                                    | Russie                                       |
| The Town                                                          | Bao Yifan                                         | Chine                                        |
| Time o´ the Signs                                                 | Reinhold Bidner                                   | Autriche                                     |
| To Gerard                                                         | Taylor Meacham                                    | États-Unis                                   |
| Moi - Yo                                                          | Begoña Arostegui                                  | Espagne                                      |

#### Perspectives
| Titre                                                             | Réalisation                                                    | Pays                             |
| ----------------------------------------------------------------- | -------------------------------------------------------------- | -------------------------------- |
| 3 Teaspoons of Sugar                                              | Tshepo P. Maaka et Kabelo Maaka                                | Afrique du Sud                   |
| Algo-Rhythm                                                       | Manu Luksch                                                    | Autriche, Royaume-Uni et Sénégal |
| Annah la Javanaise                                                | Fatimah Tobing Rony                                            | Indonésie                        |
| Boucle noire - Black Loop                                         | Adel Elbadrawy                                                 | Égypte                           |
| Eclosion                                                          | Rita Basulto                                                   | Mexique                          |
| Sphinx urbain - Esfinge urbana                                    | Maria Lorenzo Hernández                                        | Espagne                          |
| Hier oben, bei den weißen Göttern                                 | Jala Maghout, Alexander Lahl, Mike Plitt                       | Allemagne                        |
| Home                                                              | Anita Bruvere                                                  | Royaume-Uni                      |
| jù rén                                                            | Harry Zhuang et Henry Zhuang                                   | Singapour                        |
| Just a Guy                                                        | Shoko Hara                                                     | Allemagne                        |
| Kapaemahu                                                         | Hinaleimoana Wong-Kalu, Dean Hamer, Joe Wilson et Daniel Sousa | États-Unis                       |
| Migrant - Migrante                                                | Esteban Ezequiel Dalinger et César Daniel Iezzi                | Argentine                        |
| Mosaic                                                            | Imge Özbilge et Sine Özbilge                                   | Belgique                         |
| Séance de nuit - Night Session                                    | Peter Tomadze                                                  | Géorgie                          |
| Seules les mers vivent éternellement - Only the Seas Live Forever | David Ehrlich                                                  | Chine et États-Unis              |
| Pogovorim?                                                        | Ekaterina Mikheeva                                             | Russie                           |
| Prirodni Odabir                                                   | Aleta Rajic                                                    | Bosnie-Herzégovine               |
| Todo es culpa de la sal                                           | María Cristina Perez                                           | Colombie                         |
| La Noyade - Wade                                                  | Bhattacharyya Upamanyu et Kalp Sanghvi                         | Inde                             |
| Le Paradis blanc - White Paradise                                 | Xavier Istasse                                                 | Belgique                         |

#### Jeune public
| Titre                             | Réalisation                     | Pays                       |
| --------------------------------- | ------------------------------- | -------------------------- |
| Archie                            | Ainslie Henderson               | Royaume-Uni                |
| Boriya                            | Min Sung-ah                     | France                     |
| Cinema Rex                        | Eliran Peled et Mayan Engelman  | Israël                     |
| Devochka-ptichka                  | Ekaterina Nevostrueva           | Russie                     |
| Ghadameh Yazdahom                 | Maryam Kashkoolinia             | Iran                       |
| Aimer et Suivre - Like and Follow | Tobias Schlage et Brent Forrest | Allemagne et Canada        |
| Matilda ir atsarginė galva        | Ignas Meilunas                  | Lituanie                   |
| Nature                            | Isis Leterrier                  | France                     |
| Reven og Nissen                   | Are Austnes et Yaprak Morali    | Norvège, Suède et Danemark |
| Teplaya zvezda                    | Anna Kuzina                     | Russie                     |

#### Off-Limits
| Titre            | Réalisation                   | Pays                   |
| ---------------- | ----------------------------- | ---------------------- |
| 4:3              | Ross Hogg                     | Royaume-Uni            |
| Aletsch Negative | Laurence Bonvin               | Suisse                 |
| Aquamarine       | Billy Roisz et Dieter Kovacic | Autriche               |
| Black            | Chen Ao                       | Chine et Royaume-Uni   |
| Collapsing Mies  | Claudia Larcher               | Autriche               |
| Dűne             | Gábor Ulrich                  | Hongrie                |
| My Dear Lover    | Milva Stutz                   | Suisse                 |
| Pulsator         | Thor Sivertsen                | Norvège                |
| Schneestaub      | Betina Kuntzsch               | Allemagne              |
| Serial Parallels | Max Hattler                   | Allemagne et Hong Kong |
| Trauma Chameleon | Gina Kamentsky                | États-Unis             |
| Wieczór          | Marcin Gizycki                | Pologne                |

### Films de télévision
| Titre                                                                     | Épisode                                                                   | Réalisation                                                   | Pays                                              |
| ------------------------------------------------------------------------- | ------------------------------------------------------------------------- | ------------------------------------------------------------- | ------------------------------------------------- |
| Bluey                                                                     | Escape                                                                    | Joseph Brumm                                                  | Australie                                         |
| Close Enough                                                              | 100% No Stress Day                                                        | J. G. Quintel                                                 | États-Unis                                        |
| Culottées                                                                 | Leymah Gbowee                                                             | Phuong Mai Nguyen et Charlotte Cambon de Lavalette            | France                                            |
| Japan Sinks 2020                                                          | The Beginning of the End                                                  | Masaaki Yuasa                                                 | États-Unis et Japon                               |
| JJ Villard's Fairy Tales                                                  | Boypunzel                                                                 | J. J. Villard                                                 | États-Unis                                        |
| L'amour a ses réseaux                                                     | Petit Piment                                                              | Romain Blanc-Tailleur et Cécile Rousset                       | France                                            |
| L'Odyssée de Choum                                                        | L'Odyssée de Choum                                                        | Julien Bisaro                                                 | Belgique et France                                |
| Le Quatuor à cornes : Là-haut sur la montagne                             | Le Quatuor à cornes : Là-haut sur la montagne                             | Benjamin Botella et Arnaud Demuynck                           | France                                            |
| Les espionnes racontent                                                   | Yola                                                                      | Aurélie Pollet                                                | France                                            |
| Love, Death and Robots                                                    | Le Témoin                                                                 | Alberto Mielgo                                                | États-Unis                                        |
| Les Truffes - Mlsne medvedi pribehy                                       | Na lanýze!                                                                | Katerina Karhankova et Alexandra Majova                       | République tchèque                                |
| My Better World                                                           | Being Creative and Resourceful                                            | Christian Morgan, Michael Clark et Johannes Abraham Scheepers | Afrique du Sud, Ghana, Kenya, Nigeria et Tanzanie |
| Non-Non rétrécit                                                          | Non-Non rétrécit                                                          | Wassim Boutaleb                                               | France                                            |
| Robot Chicken's Santa's Dead (Spoiler Alert) Holiday Murder Thing Special | Robot Chicken's Santa's Dead (Spoiler Alert) Holiday Murder Thing Special | Thomas Sheppard                                               | États-Unis                                        |
| La Colo magique                                                           | La Quittance de minuit                                                    | Julia Pott                                                    | États-Unis                                        |
| Taffy                                                                     | Une question d'ADN                                                        | Ahmed Guerrouache                                             | France                                            |
| Les Aventures de Paddington                                               | Paddington and the Magic Trick                                            | Adam Shaw                                                     | Royaume-Uni                                       |
| The Midnight Gospel                                                       | Mouse of Silver                                                           | Pendleton Ward et Mike L. Mayfield                            | États-Unis                                        |
| The Snail and the Whale                                                   | The Snail and the Whale                                                   | Daniel Snaddon et Max Lang                                    | Royaume-Uni                                       |
| The Tiger Who Came to Tea                                                 | The Tiger Who Came to Tea                                                 | Robin Shaw                                                    | Royaume-Uni                                       |
| Undone                                                                    | L'Hôpital                                                                 | Hisko Hulsing                                                 | États-Unis                                        |

### Films de commande
| Artiste / Produit / Marque                           | Titre                                                   | Réalisation                       | Pays                                          |
| ---------------------------------------------------- | ------------------------------------------------------- | --------------------------------- | --------------------------------------------- |
| Animator International Animated Film Festival 2019   | Trailer                                                 | Karolina Specht                   | Pologne                                       |
| A Mother's Promise                                   | A Mother's Promise                                      | Richard O'Connor                  | États-Unis                                    |
| Anima Mundi 2019                                     | Beatbox                                                 | Janet Perlman                     | Canada                                        |
| CBS                                                  | Pudsy's Christmas                                       | Steve Angel                       | Canada                                        |
| Ciné court animé                                     | Strange Light                                           | Simon Vergely                     | France                                        |
| Disorder                                             | Disorder                                                | Robert Grieves                    | Australie                                     |
| Followfood                                           | Entre tes mains - In Your Hands                         | Ralf Karam                        | Espagne                                       |
| France                                               | Patrouille de France / Dernier tour                     | Emmanuel Lantam Ninsao            | France                                        |
| Greenpeace                                           | Turtle Journey                                          | Gavin Strange                     | Royaume-Uni                                   |
| Bonne année du rat 2020 - Happy Year of the Rat 2020 | Bonne année du rat 2020 - Happy Year of the Rat 2020    | Lei Lei                           | Chine et France                               |
| Jo Goes Hunting                                      | Careful                                                 | Alice Saey                        | France et Pays-Bas                            |
| Festival international du film d'animation de Krok   | Journey of Krok                                         | Nijin Nazeem                      | Inde                                          |
| LAI Awareness                                        | Out of the Dark                                         | Chris Carboni                     | États-Unis                                    |
| Lea Porcelain                                        | The Love                                                | Jakob Schmidt                     | Allemagne                                     |
| Leukemia & Lymphoma Society                          | Grace                                                   | Natalie Labarre                   | États-Unis                                    |
| Lightning Bolt                                       | Blow to the Head                                        | Caleb Wood                        | États-Unis                                    |
| Lucky Chops                                          | Traveler                                                | Daniel Almagor et Raman Djafari   | Allemagne                                     |
| Mashrou'Leila                                        | Radio Romance                                           | Vladimir Mavounia-Kouka           | France et Liban                               |
| Memoirs of Vegetation                                | The Castor Bean                                         | Jessica Oreck                     | États-Unis                                    |
| My Friend Pedro                                      | My Friend Pedro                                         | CRCR                              | France                                        |
| Past                                                 | Tíseň                                                   | Nora Strbova et Alzbeta Suchanová | République tchèque                            |
| Pixelatl 2019                                        | Raiz y Mañana                                           | César Gabriel Cepeda Sánchez      | Mexique                                       |
| Poulehouse : L'œuf qui ne tue pas la poule           | Poulehouse : L'œuf qui ne tue pas la poule              | Akama Studio                      | France                                        |
| S+C+A+R+R                                            | The Rest of My Days                                     | Antoine Charlot                   | France                                        |
| Selvforstyrrelser                                    | Selvforstyrrelser                                       | Julian Vargas                     | Norvège                                       |
| Short Cuts                                           | Cris et Chuchotements                                   | Inés Sedan                        | France                                        |
| Conférence TED                                       | Why Should You Read Sci-fi Superstar Octavia E. Butler? | Tomás Pichardo                    | États-Unis et République dominicaine          |
| The Fish                                             | The Fish                                                | Adam Pesapane                     | États-Unis                                    |
| The Life Saving Twins                                | Dirty Hands Make You Sick                               | Angelin Paul                      | Burundi, Côte d'Ivoire, France et Royaume-Uni |
| The Mystical Jouney of Jimmy Page's '59 Telecaster   | The Mystical Jouney of Jimmy Page's '59 Telecaster      | Smith & Foulkes                   | États-Unis et Royaume-Uni                     |
| Tricky Women / Tricky Realities                      | Festival Trailer 2020                                   | Rachel Gutgarts                   | Autriche et Israël                            |
| Vow                                                  | Rebellion                                               | Parallel Teeth                    | Royaume-Uni                                   |
| Wantaways                                            | Le Tournant - The Turning Point                         | Steve Cutts                       | États-Unis                                    |
| We Only Get One Planet                               | We Only Get One Planet                                  | Aghil Hosseinian                  | Iran                                          |
| WWF et Ivan Dorn                                     | Wild                                                    | Ruslana Mirzaalieva               | Russie                                        |

### Films de fin d'études
- 100,000 Acres of Pine de Jennifer Alice Wright ( Danemark),
- 1000 rêves : Zenti l'invincible de Jonathan Phanhsay-Chamson ( France),
- 3 Minutes to Live de Vittorio Ascolani ( Italie),
- A forrás és a torony de Melinda Kádár ( Hongrie),
- À la mer poussière d'Héloïse Ferlay ( France),
- Airship of Unknown Direction d'Alexandra Galitskova ( Russie),
- Any Instant Whatever de Michelle Brand ( Royaume-Uni),
- Better d'Emily Downe ( Royaume-Uni),
- Catgot de Tsz Wing Ho ( Hong Kong),
- Ce n'était pas la bonne montagne, Mohammad de Mili Pecherer ( France et  Israël),
- Cucaracha d'Agustin Tourino ( Argentine),
- Dogs de Benjamin Berrebi, Mohammad Babakoohi Ashrafi, Jakub Bednarz, Marthinus David van Rooyen, Théo Lenoble, Karlo Pavicic-Ravlic et Diego Cristofano ( France),
- eadem cutis: dieselbe haut de Nina Hopf ( Allemagne),
- I'm Not Feeling Very Well de Suncana Brkulj ( Croatie),
- Inès d'Élodie Dermange ( France),
- En moi - Inside Me de Maria A. Teixeira ( Allemagne),
- Jestem tutaj de Julia Orlik ( Pologne),
- Jumping Moments de Justin Jinsoo Kim ( États-Unis),
- Mate de Chaerin Im ( États-Unis),
- Milk de Jennifer Kolbe ( Allemagne),
- Moundform de Catherine Slilaty ( Canada),
- Naked de Kirill Khachaturov ( Russie),
- La Nausée - Nausea de Han Subien ( Corée du Sud),
- Night Shift de Linda Sture ( Lettonie),
- No Body de Ko Haemin ( Royaume-Uni),
- Pile de Tobias Auberg ( Royaume-Uni),
- Podle Sylvie de Verica Pospislova Kordic ( République tchèque),
- Portret Kobiecy de Natalia Durszewicz ( Pologne),
- Puppy Love de Chen I-wen ( Taïwan),
- Shergar de Cora Susan McKenna ( Danemark),
- Six to Six de Neta Cohen ( Israël),
- Sous la glace d'Ismaïl Berrahma, Milan Baulard, Laurie Estampes, Hugo Potin, Quentin Nory et Flore Dupont ( France),
- Such a Beautiful Town de Marta Koch ( Pologne),
- Sura de Jeong Hae-ji ( Corée du Sud),
- Tente 113, Idomèni d'Henri Marbacher ( Suisse),
- Tête de linotte ! de Gaspar Chabaud ( Belgique),
- The Balloon Catcher d'Isaku Kaneko ( Japon),
- The End de Wiebe Bonnema ( Pays-Bas),
- The Fire Next Time de Renaldho Pelle ( Royaume-Uni),
- The Fox and the Pigeon de Michelle Chua ( Canada),
- The Next Few Months de Kayleigh Gemmell ( Afrique du Sud),
- The Piece of Tail in the Mouth of the Snake that Bites Its Own Tail de Pablo Nicolas Martinez Ballarin ( Estonie),
- There Were Four of Us de Cassie Shao ( États-Unis),
- Unraveled d'Arden Colley, Asil Atay, Isabel Weigand et Kellie Fay ( Espagne,  Canada,  États-Unis,  Italie et  Turquie)

### Œuvres VR
| Titre                                            | Réalisation                          | Pays                       |
| ------------------------------------------------ | ------------------------------------ | -------------------------- |
| Ajax All Powerful                                | Ethan Shaftel                        | États-Unis                 |
| Battlescar - Punk Was Invented by Girls          | Martin Allais et Nicolas Casavecchia | États-Unis et France       |
| Great Hoax: The Moon Landing                     | John Hsu et Marco Lococo             | Taïwan et Argentine        |
| Minimum Mass                                     | Raqi Syed et Areito Echevarria       | France et Nouvelle-Zélande |
| Odyssey 1.4.9                                    | François Vautier                     | France                     |
| Saturnism                                        | Mihai Grecu                          | France et Roumanie         |
| L'Abeille et l'Orchidée (The Orchid and the Bee) | Frances Adair Mckenzie               | Canada                     |

## Programmes spéciaux
- Mosley de Kirby Atkins,  Chine et  Nouvelle-Zélande
- Zero Impunity de Nicolas Blies et Stéphane Hueber-Blies et Denis Lambert,  France et  Luxembourg

### WTF2020
| Titre                                             | Réalisation                                 | Année | Pays                 |
| ------------------------------------------------- | ------------------------------------------- | ----- | -------------------- |
| I'm Not a Robot                                   | Sean Buckelew                               | 2019  | États-Unis           |
| My Exercise                                       | Atsushi Wada                                | 2020  | Japon                |
| Farse                                             | Robin Jensen                                | 2019  | Norvège              |
| This Is Big Meat                                  | Peter Millard                               | 2019  | Royaume-Uni          |
| Oh Sees "Gholü"                                   | Leo Nicholson                               | 2019  | États-Unis           |
| Little Miss Fate                                  | Joder Von Rotz                              | 2019  | Suisse               |
| Mega Sexy Robot Dinosaur                          | Paul Allen                                  | 2019  | Royaume-Uni          |
| Frustration "When Does a Banknote Start to Burn?" | Robin Lachenal                              | 2019  | France               |
| Awers i Rewers                                    | Barbara Rupik                               | 2020  | Pologne              |
| Wartime, Sometime.                                | Dermot Lynskey                              | 2019  | Royaume-Uni, Irlande |
| Les Amis                                          | Léonard Debieux                             | 2020  | Suisse               |
| Les Kassos - Expandehpad                          | Claude William Trebutien et Clément Savoyat | 2019  | France               |
| Dream Cream                                       | Noam Sussman                                | 2019  | Canada               |
| X.Y.U.                                            | Donato Sansone                              | 2019  | France               |

### Best of Annecy 2019
| Titre                                                                       | Réalisation       | Pays                       |
| --------------------------------------------------------------------------- | ----------------- | -------------------------- |
| Dont Know What                                                              | Thomas Renoldner  | Autriche                   |
| Dcera                                                                       | Daria Kashcheeva  | Tchéquie                   |
| La Pluie Deszcz                                                             | Piotr Milczarek   | Pologne                    |
| Oncle Thomas : La Comptabilité des jours Tio Tomás a Contabilidade dos Dias | Regina Pessoa     | Canada, France et Portugal |
| Pulsión                                                                     | Pedro Casavecchia | Argentine et France        |
| Maestro                                                                     | Illogic           | France                     |
| Mémorable                                                                   | Bruno Collet      | France                     |
| My Generation                                                               | Ludovic Houplain  | France                     |

### Best of Annecy Kids 2019
| Titre                    | Réalisation        | Pays               |
| ------------------------ | ------------------ | ------------------ |
| Nuit chérie              | Lia Bertels        | Belgique           |
| Le Cerf-volant Sarkan    | Martin Smatana     | Tchéquie           |
| Heatwave                 | Fokion Xenos       | Royaume-Uni        |
| The Little Ship          | Anastasia Makhlina | Russie             |
| Grand Loup et Petit Loup | Rémi Durin         | Belgique et France |

### Cartes blanches
| Titre                                                                     | Réalisation                                                  | Année  | Pays                                 |
| Canal+                                                                    | Canal+                                                       | Canal+ | Canal+                               |
| ------------------------------------------------------------------------- | ------------------------------------------------------------ | ------ | ------------------------------------ |
| Sardine de l'espace Épisode : Le Remonte kiki                             | Gark                                                         | 2020   | France                               |
| Moi, Elvis Épisode : Moi, Elvis, et le singe à trois têtes                | Raphaël Lamarque                                             | 2020   | Espagne et France                    |
| Grosha & Mr B Épisode : Drôle d'anniversaire                              | Fabrice Fouquet et Lionel François                           | 2020   | France                               |
| Mush-Mush et les Champotes Épisode : Team Mush-Mush                       | Joeri Christiaen                                             | 2020   | France                               |
| Maman pleut des cordes                                                    | Hugo de Faucompret                                           | 2020   | France                               |
| Yuku et la Fleur de l'Himalaya                                            | Arnaud Demuynck et Rémi Durin                                | 2021   | Belgique et France                   |
| Petit Vampire                                                             | Joann Sfar                                                   | 2020   | France                               |
| Fondation Gan pour le cinéma                                              |                                                              |        |                                      |
| Entretien avec Patrick Imbert, Le Sommet des dieux                        | Patrick Imbert                                               | 2019   | France                               |
| La Fameuse Invasion des ours en Sicile, à la conquête du conte de Buzzati | Lorenzo Mattotti                                             | 2019   | France et Italie                     |
| Les Hirondelles de Kaboul, entretien avec les réalisatrices               | Zabou Breitman et Éléa Gobbé-Mévellec                        | 2019   | France, Suisse, Luxembourg et Monaco |
| Secrets de fabrication de Croc-Blanc                                      | Alexandre Espigares                                          | 2018   | France et Luxembourg                 |
| Entretien exclusif avec Michaël Dudok de Wit, La Tortue rouge             | Michael Dudok de Wit                                         | 2016   | Belgique, France, Japon et Allemagne |
| La Vedette, c'est Courgette                                               | Claude Barras                                                | 2016   | Suisse et France                     |
| Ma vie de Courgette, Cristal et Prix du public à Annecy                   | Claude Barras                                                | 2016   | Suisse et France                     |
| Tout en haut du monde, Prix du public, Annecy 2015                        | Rémi Chayé                                                   | 2015   | France et Danemark                   |
| Entretien avec Simon Rouby, Adama                                         | Simon Rouby                                                  | 2015   | France                               |
| Cinéma d'animation, la French Touch, un livre de Laurent Valière          | Laurent Valière                                              | 2017   | France                               |
| Netflix                                                                   |                                                              |        |                                      |
| La Famille Willoughby                                                     | Kris Pearn et Rob Lodermeier                                 | 2020   | États-Unis, Royaume-Uni et Canada    |
| Les Acteurs et les Créateurs de BoJack Horseman font leurs adieux         | Raphael Bob-Waksberg, Will Arnett, Aaron Paul et Amy Sedaris | 2020   | États-Unis                           |
| Tut Tut Cory Bolides                                                      | Stanley Moore et Alex Woo                                    | 2020   | États-Unis                           |
| Loin de moi, près de toi                                                  | Jun'ichi Satō et Tomotaka Shibayama                          | 2020   | Japon                                |
| Animal Crackers                                                           | Tony Bancroft, Scott Christian Sava et Jaime Maestro         | 2017   | États-Unis, Espagne et Chine         |
| Les Créatrices de Klaus                                                   | Sergio Pablos                                                | 2019   | Espagne                              |
| Baki                                                                      | Toshiki Hirano                                               | 2018   | Japon                                |
| Big Mouth : Le Best-of de Maury et Connie                                 | Nick Kroll, Andrew Goldberg, Mark Levin et Jennifer Flackett | 2020   | États-Unis                           |
| Okoo                                                                      |                                                              |        |                                      |
| Yétili Épisode : Pompon Ours dans les bois                                | Séverine Gégauff-Lebrun et Émeric Montagnese                 | 2020   | France                               |
| Toc Toc ! Épisodes 126 et 135                                             | Nicolas Blard, Richard Danto et Josselin Ronse               | 2019   | France                               |
| Chien pourri Épisodes 105 et 114                                          | Davy Durand, Vincent Patar et Stéphane Aubier                | 2020   | France, Belgique et Espagne          |
| Les Contes de Lupin Épisodes 101 et 104                                   | Laura Muller, Antoine Colomb et Nicolas Le Nevé              | 2020   | France                               |
| Culottées Épisodes : Mae Jemison et Agnodice                              | Charlotte Cambon et Phuong Mai Nguyen                        | 2020   | France                               |
| Josep                                                                     | Aurel                                                        | 2020   | France                               |
| Yakari                                                                    | Toby Genkel et Xavier Giacometti                             | 2020   | Belgique, France et Allemagne        |
| Calamity, une enfance de Martha Jane Cannary                              | Rémi Chayé                                                   | 2020   | France et Danemark                   |
| Orange                                                                    |                                                              |        |                                      |
| Dakar Rapide                                                              | -                                                            | 2020   | France et Sénégal                    |
| OCS                                                                       |                                                              |        |                                      |
| Angry Birds Slingshot Épisodes : 3, 8 et 10                               | Rovio Entertainment                                          | 2020   | Finlande                             |

## Palmarès

### Courts métrages
| Prix                                        | Attribué à                                     | Pays                     |
| ------------------------------------------- | ---------------------------------------------- | ------------------------ |
| Cristal d'Annecy                            | Physique de la tristesse de Theodore Ushev     | Canada                   |
| Prix du jury                                | Homeless Home d'Alberto Vazquez Rico           | France, Espagne          |
| Mention du jury                             | Freeze Frame de Soetkin Verstegen              | Belgique                 |
| Mention du jury                             | Genius Loci d'Adrien Merigeau                  | France                   |
| Prix Jean-Luc Xiberras de la première œuvre | The Town de Yifan Bao                          | Chine                    |
| Prix du film Off-Limits                     | Serial Parallels de Max Hattler                | Allemagne, Hong Kong     |
| Prix Jeune public                           | Reven og Nissen d'Are Austnes et Yaprak Morali | Norvège, Suède, Danemark |
| Prix du jury junior                         | To Gerard de Taylor Meacham                    | États-Unis               |
| Prix Sacem de la musique originale          | Home d'Anita Bruvere                           | Royaume-Uni              |

### Longs métrages
| Prix                               | Attribué à                                                   | Pays              |
| ---------------------------------- | ------------------------------------------------------------ | ----------------- |
| Cristal du long métrage            | Calamity, une enfance de Martha Jane Cannary de Rémi Chayé   | France, Danemark  |
| Prix du jury                       | The Nose or the Conspiracy of Mavericks d'Andreï Khrjanovski | Russie            |
| Mention du jury                    | Kill It and Leave this Town de Mariusz Wilczynski            | Pologne           |
| Prix Contrechamp                   | My Favorite War d'Ilze Burkovska Jacobsen                    | Lettonie, Norvège |
| Mention du jury Contrechamp        | The Shaman Sorceress d'Ahn Jae-huun                          | Corée du Sud      |
| Prix Sacem de la musique originale | On-Gaku : Notre rock ! de Kenji Iwaisawa                     | Japon             |

### Films de télévision et de commande
| Prix                                  | Attribué à                                                | Pays             |
| ------------------------------------- | --------------------------------------------------------- | ---------------- |
| Cristal pour une production TV        | L'Odyssée de Choum de Julien Bisaro                       | Belgique, France |
| Cristal pour un film de commande      | Traveler - Lucky Chops de Daniel Almagor et Raman Djafari | Allemagne        |
| Prix du jury pour une série TV        | Undone - The Hospital d'Hisko Hulsing                     | États-Unis       |
| Prix du jury pour un spécial TV       | The Tiger Who Came to Tea de Robin Shaw                   | Royaume-Uni      |
| Prix du jury pour un film de commande | Turtle Journey - Greenpeace de Gavin Strange              | Royaume-Uni      |

### Films de fin d'études
| Prix                            | Attribué à                  | Pays         |
| ------------------------------- | --------------------------- | ------------ |
| Cristal du film de fin d'études | Naked de Kirill Khachaturov | Russie       |
| Prix du jury                    | Pile de Toby Auberg         | Royaume-Uni  |
| Mention du jury                 | Sura de Jeong Hae-ji        | Corée du Sud |
| Prix du jury junior             | Catgot de Tsz Wing Ho       | Hong Kong    |

### VR
| Prix                             | Attribué à                                                                      | Pays                     |
| -------------------------------- | ------------------------------------------------------------------------------- | ------------------------ |
| Cristal de la meilleure œuvre VR | Minimum Mass de Raqi Syed et Areito Echevarria                                  | France, Nouvelle-Zélande |
| Mention spéciale du jury         | Battlescar - Punk Was Invented by Girls de Martin Allais et Nicolas Casavecchia | États-Unis et France     |

### Autres prix
| Prix                                             | Attribué à                                         | Pays     |
| ------------------------------------------------ | -------------------------------------------------- | -------- |
| Prix de la Ville d'Annecy                        | La Noyade d'Upamanyu Bhattacharyya et Kalp Sanghvi | Inde     |
| Prix Canal+ Jeunesse                             | Cinema Rex d'Eliran Peled et Mayan Engelman        | Israël   |
| Prix Vimeo Staff Pick                            | Un monde de sang de Vier Nev                       | Portugal |
| Prix Youtube                                     | The Fox and the Pigeon de Michelle Chua            | Canada   |
| Prix André-Martin pour un court métrage français | Rivages de Sophie Racine                           | France   |
| Prix André-Martin pour un long métrage français  | J'ai perdu mon corps de Jérémy Clapin              | France   |
| Prix Festivals Connexion                         | Empty Places de Geoffroy de Crécy                  | France   |
| Prix Fipresci                                    | Physique de la tristesse de Theodore Ushev         | Canada   |